# Уметност Словеније
Уметност Словеније односи се на све облике визуелне уметности у Словенији или повезане са њом, пре и после независности земље од Југославије 1991. године. Уметност у Словенији обликовали су велики број словеначких сликара, вајара, архитеката, фотографа, графика, стрипова, илустрација и концептуалних уметника. Најзначајније институције које излажу дела словеначких ликовних уметника су Народна галерија Словеније и Музеј модерне уметности у Љубљани.

## Сликарство
Историјски гледано, сликарство и вајарство у Словенији су крајем 18. и 19. века обележили неокласицизам (Матевж Лангус), бидермајер (Ђузепе Томинц) и романтизам ( Михаел Строј). Прву уметничку изложбу у Словенији приредила је крајем 19. века Ивана Кобилца, која је деловала у реалистичкој традицији. Импресионистички уметници су сликари Матеј Стернен, Матија Јама, Рихард Јакопич, Иван Грохар чији је Сејач (словенски: Сејалец) приказан на словеначким кованицама евра од 0,05 евра, и вајар Франц Бернекер, који је увео импресионизам у Словенију. Међу сликарима епресионистима су Вено Пилон и Тоне Краљ чија је сликовница, тринаест пута прештампана, данас најпрепознатљивија слика народног хероја Мартина Крпана.

## Скулптура
Обнова словеначке скулптуре почела је са радом Алојза Гангла (1859–1935) који је направио први јавни споменик истакнутом просветитељском личности Валентину Воднику и обезбедио Генија позоришта и друге статуе за зграду Словеначког народног опере и балета.

## Архитектура
Модерну архитектуру у Словенији увео је Макс Фабијани, а средином рата Јоже Плечник и Иван Вурник. У другој половини 20. века национални и универзални стил спојили су архитекте Едвард Равникар и Марко Мушич.

## Фотографија
Јанез Пухар (1814–1864) је 1841. изумео поступак за фотографисање на стаклу, који је 17. јуна 1852. у Паризу признала Француска академија за пољопривреду, занате и трговину. Гојмир Антон Кос је био истакнути реалистички сликар и фотограф између Првог и Другог светског рата.
Први фотограф из Словеније чији рад је објавио часопис National Geographic је Арне Ходалич.

## Графика
Током Другог светског рата бројне графике ствара Божидар Јакац, који је помогао оснивање послератне Академије визуелних уметности у Љубљани.

## Стрип
Милко Бамбич је познат по првом словеначком стрипу Мали црнац Бу-ци-бу, алегорији на Мусолинијеву каријеру и као творац Три срца бренда, који и данас користи Раденска. После Другог светског рата стрипови које је нацртао Мики Мустер стекли су популарност у Словенији.

## Илустрација
Хинко Смрекар је 1917. године илустровао знамениту књигу Мартина Крпана Франа Левстика о словеначком народном јунаку. Међу илустраторкама књига за децу су и многе жене илустраторке, као што су Марленка Ступица, Марија Луција Ступица, Анчка Гошник Годец, Марјанца Јемец Божич и Јелка Рајхман.
На техничким и научним илустрацијама које је направио Божо Кос и објављене у словеначким дечјим часописима, попут Цицибана, образоване су многе генерације деце.
Недавно су илустрације Лиле Прап постале популарне у Јапану где су се дечји цртани филмови засновани на њеним илустрацијама приказивали на телевизији.

## Концептуална уметност
У Словенији је формирано неколико група концептуалне визуелне уметности, попут ОХО, Групу 69 и ИРВИН. Данас је словеначка визуелна уметност разнолика, заснована на ранијој традицији, одражава утицај суседних народа и преплетена је са модерним европским покретима.